# Барятинский, Фёдор Петрович Борец
Князь Фёдор Петрович Барятинский-Борец (ум. 1638, г. Тара, ныне Омская область) — русский военный и государственный деятель, дворянин московский, дипломат и воевода, старший из пяти сыновей воеводы князя Петра Ивановича Барятинского.
Заметный участник Смутного времени, сторонник самозванцев. Стал боярином в Тушинском лагере и воеводой Лжедмитрия II в Ярославле. Известен как основатель Сургута.

## Биография

### Происхождение и семья
Из рода князей Борятинских (Барятинских), второстепенной ветви черниговских князей, многие члены которой служили галицким князьям. В середине XVI века были обычными представителями верхнего слоя провинциального дворянства и не получали, как правило, назначений записывавшиеся в разрядах. Были не очень крупными помещиками, в середине XVI в. один из кн. Борятинских был записан с окладом в 600 четвертей, вероятно у остальных членов рода оклады были меньше.
Отец Пётр Иванович кн. Борятинский — известный военачальник XVI в, стольник, служил в опричнине, воевал на Ливонской войне.
Фёдор Борятинский имел четырёх младших братьев, ставших активными участниками гражданской войны в Смутное время, причём на разных сторонах: Яков, Иван, Михаил и Никита Петровичи князья Борятинские. Кн. Яков Петрович (?-1610) был одним из «прямых» героев эпохи Смуты, талантливым сподвижником кн. Михаила Скопина-Шуйского (1586—1610). Третий брат — кн. Михаил Петрович оставался на стороне Василия Шуйского, и во время московского «осадного сидения» (1608—1610) находился в столице.

### Служба
Князь Фёдор Петрович Барятинский начал службу в 1577 году головой в Ивангороде. Зимой 1589/1590 года участвовал в шведском походе к Нарве русской армии под предводительством царя Фёдора Иоанновича в звании подрынды «у большого саадака». В 1594—1595 годах служил головой в Сибири и вместе со своим отцом строил остроги Берёзов и Сургут, где был оставлен первым воеводой в 1594—1595 гг. 19 февраля 1594 года царь Фёдор Иоаннович дал наказ воеводе князю Фёдору Барятинскому основать город на севере Западной Сибири, на правом берегу Оби - будущий Сургут. Воевода с отрядом в 155 человек немедленно отправился в путь. Осенью того же года здесь появилась небольшая деревянная крепость, а в 1596 году - был построен Гостиный двор.
В 1598 году князь Фёдор Петрович Барятинский подписал соборное постановление об избрании на русский царский трон Бориса Фёдоровича Годунова. В следующем 1599 году по царскому поручению участвовал во встречи в Твери шведского принца Густава. В 1600 году был назначен послом в Данию, но по неизвестной причине туда не поехал. 13 июня 1601 года был назначен послом на съезде с датскими послами в Лапландию, чтобы определить границу между Россией и Данией, затем назначен третьим воеводой «в прибавку» в Царёв-Борисов. Тогда же местничал со вторым воеводой, князем Семёном Гагариным. 19 сентября 1602 года от имени царевича Фёдора Борисовича встречал датского королевича Иоганна.
В 1603 году князь Фёдор Петрович Барятинский-Борец был отправлен послом в Крымское ханство, где, «пришед … нача быти гордым и мало не наруши мирнаго договору». В 1604 году, «майя в 15 день писали к государю… Борису Федоровичу… послы, к-рые были посланы в Крым к царю Казы-Гирею, князь Фёдор Борятинской да дьяк Дорофей Бохин, что крымской царь… на своей правде, на чом шерть дал, не устоял, разорвал з государем царем… вперед в миру быть не хочет, а хочит идти на государевы… украины». Крымский хан Гази II Герай, в свою очередь, пожаловался на посла в Москву, в результате чего на него была наложена царская опала. Хан, разгневанный на него за то, что он не хотел принимать никаких мер, чтобы остановить набеги донских казаков, выслал его из Крыма. После этого Борятинский проживал в Москве, выполняя лишь незначительные поручения.

### Деятельность в Смутное время
В 1605 году князь Фёдор Петрович Барятинский перешёл на службу к Лжедмитрию I и был назначен воеводой в Ивангород, где провёл более 2 лет.
В 1607 году приезжал с посольством от царя Василия Шуйского в Стокгольм.
В 1608 году князь Ф. П. Барятинский был отправлен Василием IV на воеводство (октябрь 1608 — март 1609) в Ярославль и там 8 октября организовал присягу ярославцев Лжедмитрию II, получил от него чин боярина и привёл к присяге самозванцу Вологду. В итоге Ярославль несколько месяцев — до апреля 1609 г. — находился под властью «тушинского вора». За это время известно о службе дьяков Третьяка Копнина и Богдана Сутупова — 23 марта 1609 г. они и князь Ф. Барятинский отправили письмо гетману Яну Петру Сапеге с жалобой на воеводу Ивана Волынского, который «ссорит их с литвой и поляками». Известна его переписка с гетманом Яном Сапегой, в которой он униженно просил ходатайствовать перед Лжедмитрием II о награждении его поместьями за верную службу: «Тебе б, господин, надо мною смиловаться, и у Государя быть обо мне печальником. Я послал тебе челобитенку о поместье: так ты бы пожаловал, у Государя мне поместьице выпросил, а я на твоем жалованьи много челом бью и рад за это работать, сколько могу».
3 марта 1609 года князь Ф. П. Барятинский известил гетмана Я. П. Сапегу о взятии города Романова сторонниками Василия Шуйского, а после восстания против правления Лжедмитрия II в Ярославле 8 апреля с подходом ополчения Никиты Вышеславцева из Вологды, бежал из города «со остальными ворами» (в том числе дьяком Б. Сутуповым), которые «взяли с собой, связав, Ивана Волынского да Третьяка Копнина, а они во всем государю прямили».
14 марта 1610 года был назначен Лжедмитрием II воеводой в Новгород-Северский и получил приказ укрепить город, на который собирались напасть литовцы. В 1615 год—1616 годах находился на воеводстве в Переяславле-Рязанском вместе с дьяком Михаилом Милославским. В 1616 году вернулся в Москву и был отправлен послом в Швецию для выработки условий Столбовского мира (1617 г.). С 20.6.1620 по 22.01.1622 — служил вторым воеводой в Казани с боярином князем Б. М. Лыковым и дьяками А. С. Щелкаловым и И. Васильевым. 31 июля 1627 года был оставлен в Москве «дневать и ночевать на государевом дворе» на время путешествия царя Михаила Фёдоровича в Симонов монастырь.
21 января 1635 года князь Фёдор Петрович Барятинский-Борец получил назначение 1-м воеводой в Тару вместе с дьяком Г. Кафтыревым. Осенью 1636 года отправил на 6 дощаниках 50 человек служилых людей во главе с сотником Григорием Медоварчевым в Тобольск за хлебом, но все они под Тобольском замёрзли. Воевода писал в Москву, что "служилым людям дать хлебного жалования нечего, потому что в тарских государевых житницах хлеба нет ни сколько". 
В 1636—1639 годах производился «сыск» по поводу злоупотреблений и раздоров Борятинского с Григорьем Кафтыревым, где, между прочим, Борятинский обвинял Кафтырева даже в намерении убить его. 
В 1637 году пишет царю в Москву, что от него сбежали нижегородские иноземцы и вологодские стрельцы 42 человека от голода, которые были присланы в 1635 году из Нижнего Новгорода и Вологды. Умер в 1638 году в Таре, не оставив после себя потомства.
По другой версии до 12 (22) мая 1659 года был воеводой в Севске, где и скончался.

## Критика
Историк Карамзин утверждает, что Фёдор Петрович имел прозвание Борец, а потом был воеводой в Таре, где и умер (1636). Действительно, в Таре был воевода Фёдор Петрович Барятинский (1636-1638), но неясно, мог ли это быть рассматриваемый князь. Если он был уже московским дворянином (1577), то это был не юноша, а человек лет 24-25. тогда при назначении воеводой в Тару ему было около 83 лет, что маловероятно. В Дворцовых разрядах прямо указано, что на Таре воевода был князь Барятинский Фёдор Петрович Горбун. Воеводство в Севске (1659) выходит вообще за грань разумного, смешивая его с Фёдором Петровичем Горбуном, который был в указанное время воеводой в Севске. Известный генеалог Г.А. Власьев последний раз о Фёдоре Петровиче Борец упоминает (1627).

## Память
В Сургуте на центральной улице стоит памятник основателям города.